# تتي شري
الملكة تتي شرى هي أول سلسلة نسل الملكات من آخر الأسرة السابعة عشر إلى آخر الأسرة الثامنة عشر، كانت زوجة الملك سقنن رع تاعا الأول ووالدة الملك سقنن رع تاعا الثاني وجدة كل من الملك كامس وأحمس الأول.
وتنتسب تتي شرى إلى أسرة من عامة الشعب لوالدين هما ثننا ونفرو، وكانت تلقب بالأم الملكية، وكانت أول ملكة ترتدى تاج النسر والذي يجعلها مكانتها مكملة للملك سقنن رع تاعا الأول زوجها الذي منحها إياه.
أنجبت تتي شرى من سقنن رع تاعا الأول ابنا هو سقنن رع تاعا الثاني وابنة هي اعح حتب وقد تزوج تاعا الثاني من أخته اعح حتب وأنجب منها كامس وأحمس الأول مؤسس الأسرة الثامنة عشر وطارد الهكسوس.
وقد قام حفيدها أحمس الأول بعمل لوحة تذكارية لها من الحجر الجيرى في أبيدوس لتخليد ذكراها اكتشف عام 1902 م وهو بارتفاع 225 سم وعرض 106.5 سم، وقد وجد مدونا عليه حديث دار بين أحمس ألأول وزوجته أحمس-نفرتاري يتحدث فيه عما صنعه لأجداده وخاصة جدته وأمه جاء فيه مخاطبا زوجته ((حقا لقد مر بخاطرى أم والدتى، والدة أبى الزوجة الملكية العظيمة، والأم الملكية تتي شرى المرحومة وحقا إن حجرة دفنها وقبرها الوهمى موجودان الآن في مقاطعنى طيبة وطينة على التوالى وقد قلت لك ذلك لأن جلالتي يرغب في أن يقيم لها هرما ومعبدا في الأرض المقدسة بالقرب من آثار جلالتي)).

## مقبرتها
لم يتم بعد الكشف عن قبر تتي شرى الذي دفنت فيه في طيبة، وقد اكتشفت مومياء يعتقد أنها لها في خبيئة بالدير البحرى وسط عدد من المومياوات الأخرى.

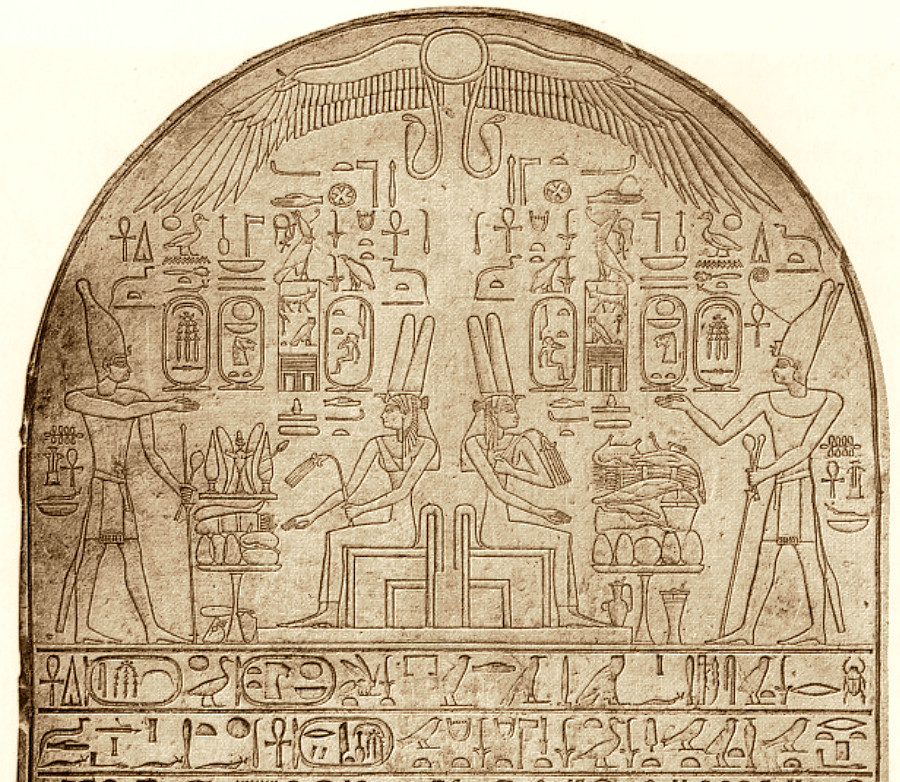
لوحة الملك أحمس الأول المهداة لجدته تتي شيري
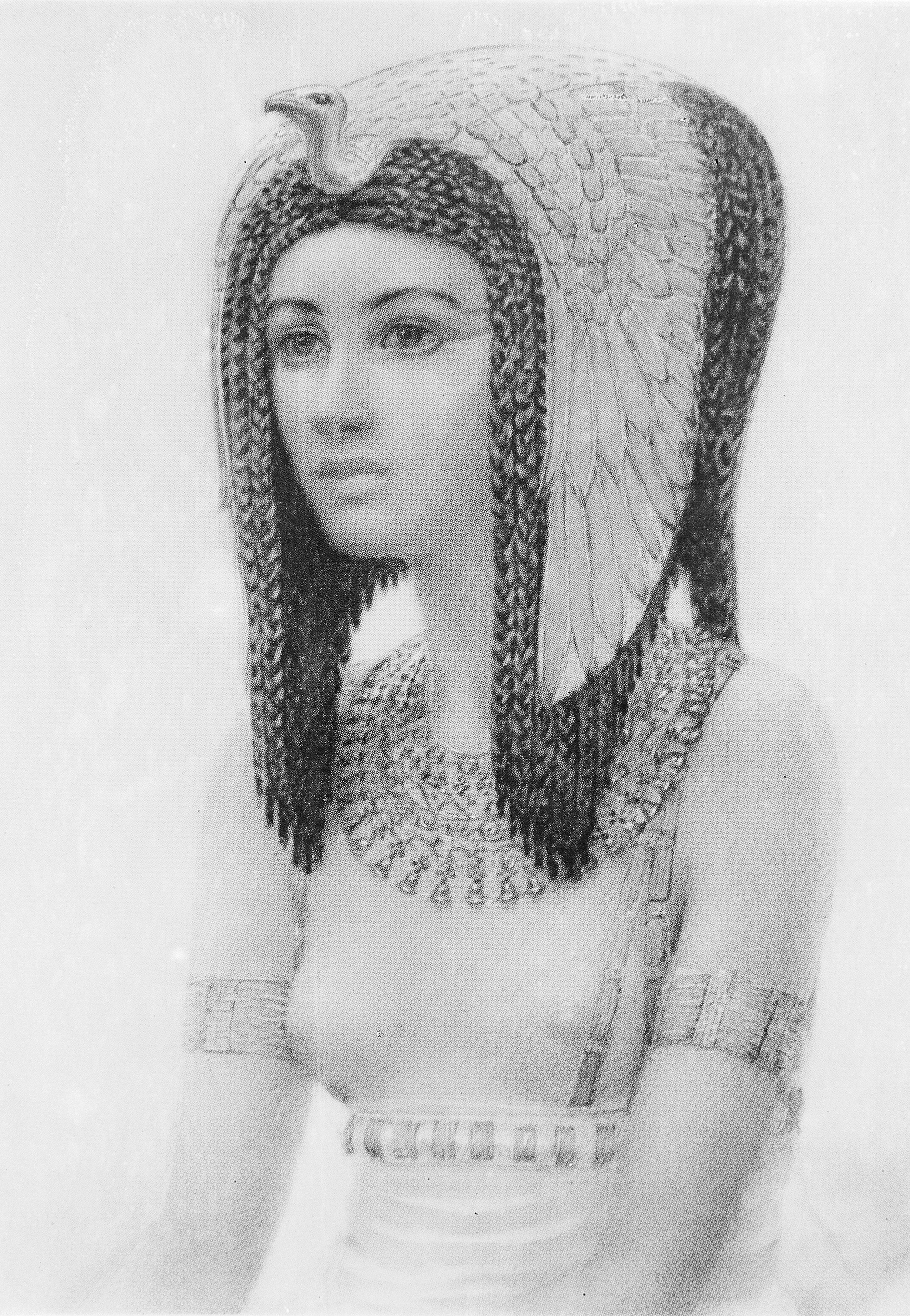
إعادة رسم لصورتها في شبابها بناءا على تمثالها بالمتحف البريطاني
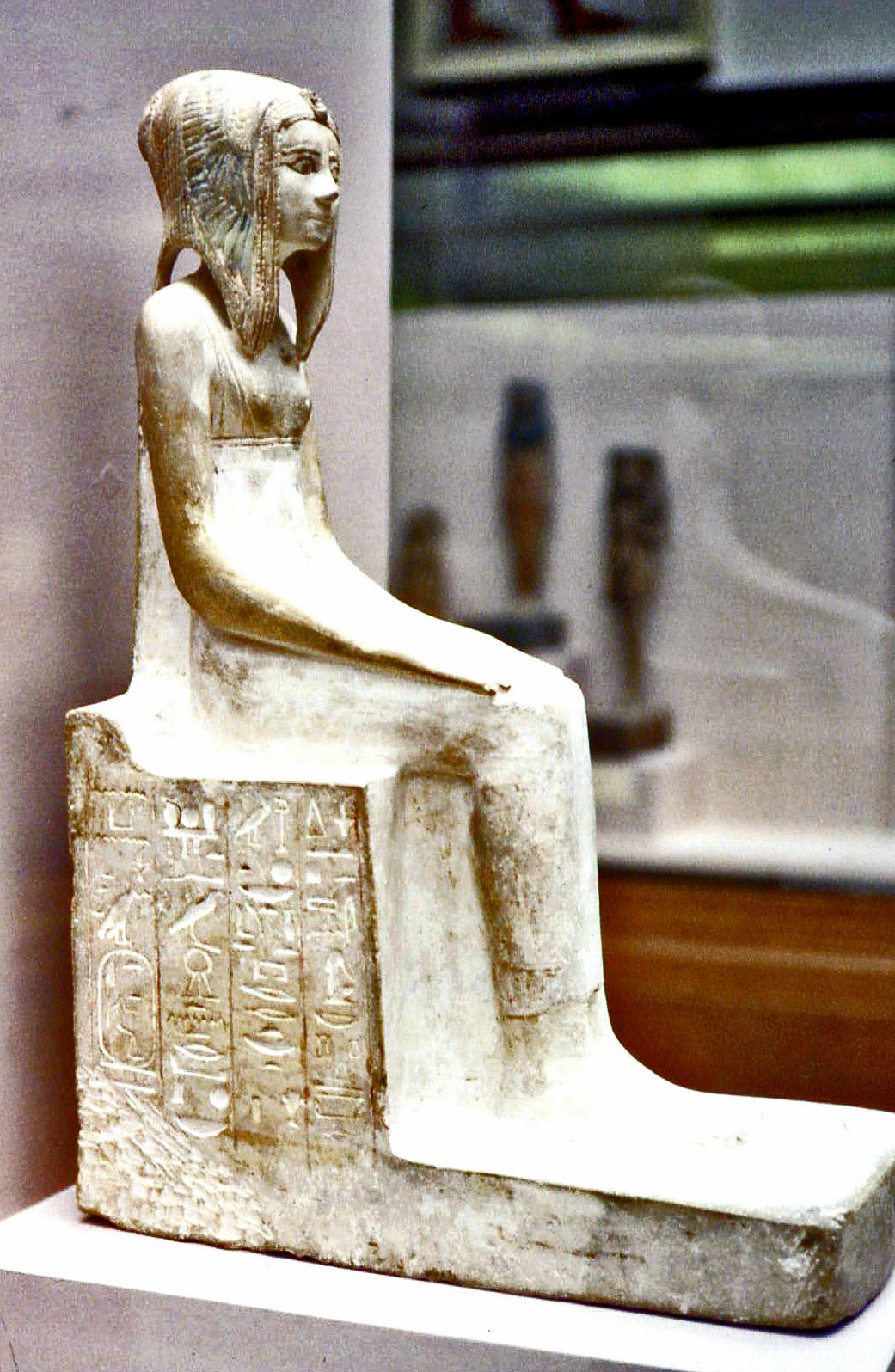
تمثالها بالمتحف البريطاني